# Erysimum vitellinum
Erysimum vitellinum är en korsblommig växtart som beskrevs av Mikhail Grigoríevič Popov. Erysimum vitellinum ingår i släktet kårlar, och familjen korsblommiga växter. Inga underarter finns listade i Catalogue of Life.